# Movimento da Sanfoninha
Movimento da Sanfoninha é uma canção da cantora brasileira Anitta, lançada originalmente no DVD Meu Lugar em 2014. A faixa mescla batidas de funk carioca com elementos de forró e sanfona, e tornou‑se presença constante nos shows da artista.

## Contexto e lançamento
A canção foi gravada ao vivo durante as filmagens do DVD Meu Lugar, marcado por performances intimistas e repertório que mesclava sucessos da carreira de Anitta com novas composições. Foi divulgada em plataformas de streaming a partir de novembro de 2015, em versões oficiais disponibilizadas por sua gravadora.

## Composição e letra
Movimento da Sanfoninha apresenta arranjos de sanfona e percussão eletrônica, criando uma fusão dançante entre funk e ritmos nordestinos. A letra convoca o público a dançar de forma descontraída, enfatizando o “movimento” característico da sanfona.

## Performances ao vivo
A faixa integra o repertório de diversas turnês e shows da cantora, entre eles:
- Show das Poderosinhas (2015–2018)
- Rio Samba Fest (2017)
- Euro Summer Tour (2022)
- Baile Funk Experience (2024)
- Festival de Viña del Mar (2024) e Réveillon de Copacabana (2024–2025).

## Versões e lançamentos
| Versão        | Lançamento             | Observações                                     |
| ------------- | ---------------------- | ----------------------------------------------- |
| Ao vivo (DVD) | 2014                   | Gravação original em Meu Lugar                  |
| Streaming     | 21 de novembro de 2015 | Disponível no Spotify, Apple Music e SoundCloud |

## Recepção
Embora não tenha sido single oficial com videoclipe, “Movimento da Sanfoninha” conquistou boa repercussão em shows e transmissões ao vivo, sendo elogiada pela crítica pela energia festiva e pela fusão estilística.